# Elecciones estatales de Sabah de 1976
Las elecciones estatales de Sabah de 1976 tuvieron lugar entre el 5 y el 14 de abril del mencionado año con el objetivo de elegir 48 escaños de la Asamblea Legislativa Estatal, que a su vez investiría a un Ministro Principal (Gobernador) para el período 1976-1981, a no ser que se realizaran elecciones adelantadas en este período. Fueron realizadas en desfase con las elecciones federales para el Dewan Rakyat de Malasia a nivel nacional, pues estas tuvieron lugar en agosto de 1974. Fueron los primeros comicios en los que todos los escaños fueron efectivamente disputados, en contraste con los anteriores, los cuales precisamente no se realizaron al ser ganados sin oposición todos los escaños. Fueron también las primeras elecciones disputadas en territorio de Malasia tras la muerte de Abdul Razak Hussein en enero de ese mismo año.
El 1 de noviembre de 1975, Mustapha Harun, Ministro Principal desde 1967, había sido retirado de su cargo por el Gobierno Federal, acusado de tratar de secesionar el estado. Su partido, la Organización Nacional Unida de Sabah (USNO), se encontraba en crisis. El 15 de julio de ese mismo año, se había fundado el Frente Unido del Pueblo de Sabah (BERJAYA), liderado por Fuad Stephens, como una escisión del oficialismo estatal, y se dispuso a disputar las elecciones estatales venideras. El gobierno interino fue dirigido por Mohamed Said Keruak, de la USNO. Debido a los fallos en la comunicación, las elecciones se realizaron de a poco en cada escaño, comenzando el 5 de abril y finalizando el 14 del mismo año.
Los comicios resultaron en una histórica victoria para el BERJAYA, que obtuvo el 54.10% del voto popular y 28 de los 48 escaños. La Constitución Estatal Sabahana mencionaba además que el partido ganador podría designar 6 escaños con derecho a voto, por lo que la mayoría del nuevo gobierno fue de 34 bancas. El Frente de Sabah, compuesto por la USNO y la Asociación China de Sabah (SCA), sufrió una aplastante derrota, recibiendo el 43.41% de los votos y 20 escaños, todos correspondientes a la USNO. La SCA cayó en la irrelevancia política, perdiendo toda su representación, y se disolvió al poco tiempo. Ningún otro partido recibió escaños ni superó el 2% del voto popular a nivel estatal.
Con este resultado, Fuad Stephens fue elegido Ministro Principal y asumió el 18 de abril. Sin embargo, cuarenta y cuatro días después de asumir, falleció en un controvertido accidente de avión, por lo que fue sucedido por Harris Salleh, quien completaría el mandato constitucional.

## Resultados
|  | 54.10 % |

|  | 58.33 % |

|  | 36.97 % |

|  | 41.67 % |

|  | 6.44 % |

|  | 0.00 % |

|  | 43.41 % |

|  | 41.67 % |

|  | 1.62 % |

|  | 0.00 % |

|  | 0.04 % |

|  | 0.00 % |

|  | 0.81 % |

|  | 0.00 % |